# 史氏擬花鮨
史氏擬花鮨，又稱史氏擬花鱸，為輻鰭魚綱鱸形目鱸亞目鮨科的其中一種，分布於印度太平洋區，包括可可群島、菲律賓、澳洲、印尼、巴布亞紐幾內亞、帛琉、聖誕島、馬紹爾群島、密克羅尼西亞等海域，棲息深度6-70公尺，體長可達9.5公分，棲息在外海礁坡，為底棲性魚類，屬肉食性，生活習性不明。

## 擴展閱讀
維基物種上的相關：史氏擬花鮨